# Contigo capitán
Contigo capitán es una serie web peruana biográfica basada en la vida del futbolista Paolo Guerrero, durante la batalla legal que tuvo que lidiar con la Asociación Mundial Antidopaje cuando fue inhabilitado de jugar la Copa Mundial de fútbol Rusia 2018. Dirigida por Javier Fuentes-León y Daniel Vega Vidal, Contigo capitán es la primera serie original peruana de la plataforma Netflix.

## Reparto
- Nico Ponce como Paolo Guerrero[3]
- Irene Eyzaguirre como Petronila «Peta» Gonzales[4]
- Carlos Victoria como José Guerrero
- Rodrigo Palacios como Chino Take
- Mariano Sábato como Ricardo Gareca[5]
- Oscar Beltrán como Tato
- Emilram Cossío como Edwin Oviedo
- Toño Vega como Julio García
- Alex Amato como Pedro Fida
- Hugo Salazar como Luiz Claudio Cameron (6 episodios)
- Tatiana Espinoza como Natalia (6 episodios)
- Carlos Solano como Celso (6 episodios)
- Onasis Toro como Pocho (4 episodios)
- Petra Zurfluh como Larissa (2 episodios)
- Juan Pablo Sorín como el mismo (2 episodios)
- Adán Chumbipuma como Christian Cueva[6] (2 episodios)
- Jeferson Béjar como Raúl Ruidíaz (2 episodios)
- Carlos Borda como Edison Flores (2 episodios)
- Jean Franco Sánchez como Jefferson Farfán (2 episodios)
- Francesc Garrido como Alejandro (entrenador) (2 episodios)
- Ramsay Ross como (1 episodio)
- Alicia Mercado como Katya (1 episodios)
- Percy Williams como Martín Vizcarra (breve cameo) (1 episodio)
- Jaime Dávila como Max (1 episodio)

## Producción
La serie fue anunciada en febrero de 2020, cuando Reed Hastings, director ejecutivo de Netflix, visitó por primera vez el Perú para concretar acuerdos para expandir la oferta de contenido local en la plataforma. Se anunció que se realizarían dos producciones: una comedia romántica ambientada en Machu Picchu, escrita por Bruno Ascenzo y producida por Tondero Producciones, y una serie biográfica de seis capítulos sobre el futbolista Paolo Guerrero producida por Torneos, una productora argentina que se encargó de producir Apache, la vida de Carlos Tévez (2019), serie biográfica sobre el futbolista argentino Carlos Tévez. Los 6 episodios de la serie tienen una duración aproximada de entre 40 y 50 minutos.

### Rodaje
El rodaje de la serie inició en noviembre de 2021 y concluyeron a comienzos de 2022 en Perú, Brasil (Río de Janeiro) y Suiza (Brunnen, Lucerna).